# Aquädukt von Morella

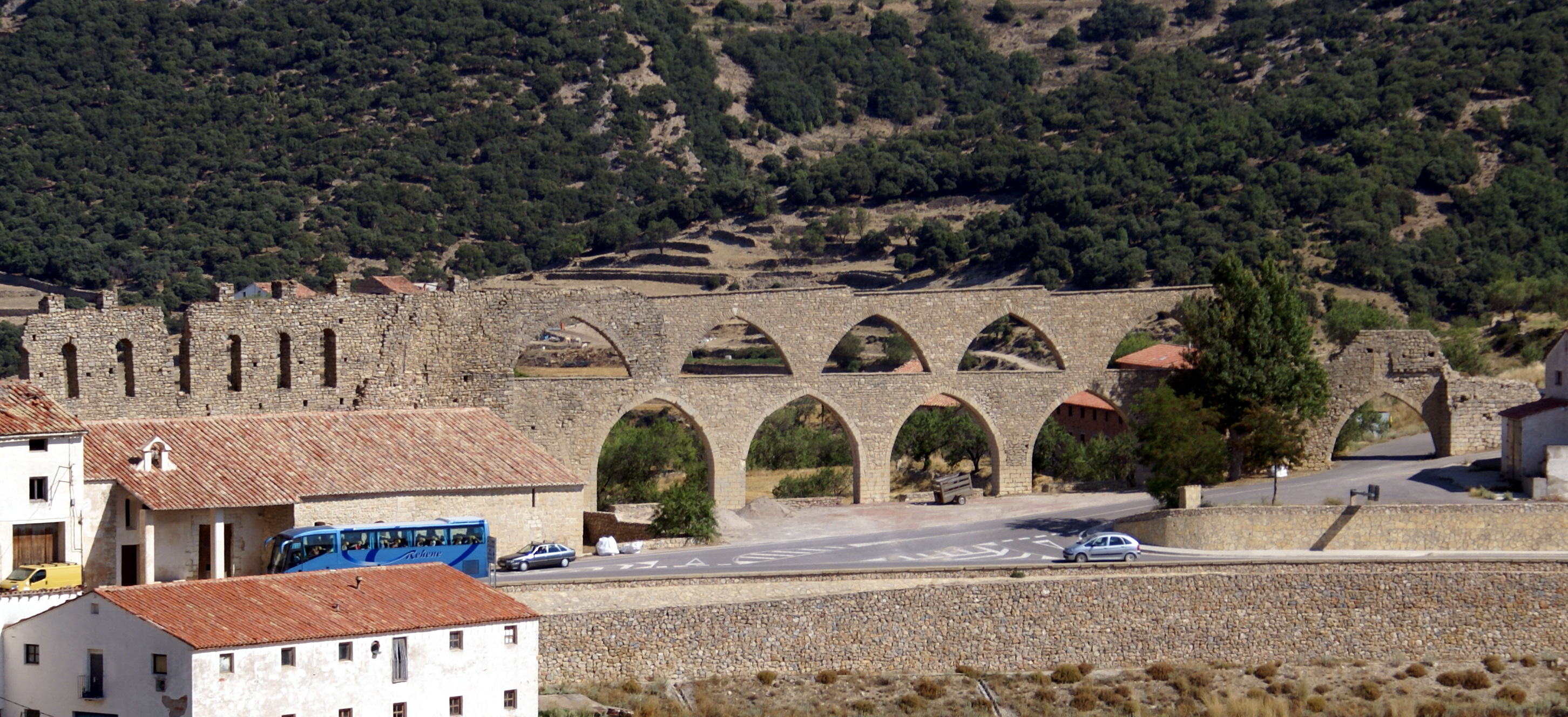
Teil des Aquädukts von Morella

Der Aquädukt von Morella (Katalanisch: Aqüeducte de Morella, Aqüeducte de Santa Llúcia) ist ein im gotischen Stil erbauter Aquädukt aus dem 13. Jahrhundert im Stadtgebiet von Morella in der Provinz Castellón in der spanischen Autonomen Region Valencia.

## Geschichte
Im Jahre 1273 verlieh der König von Aragón und Graf von Barcelona Jaime I de Aragón die Wasserrechte der Vinatxos-Quelle zur Wasserversorgung an die Stadt Morella.
1315 unter Jaime II de Aragón begann man mit dem Bau der Wasserleitung, um Wasser aus der Quelle zur Stadtmitte zu leiten. Im Jahre 1338 wurde der erste Abschnitt des Aquädukts gebaut und im Jahre 1359 erreichte das Wasser über den fertigen rund 260 Meter langen Aquädukt erstmals den Pla del Sol (heute Font Vella) in der Stadt Morella, wo sich das zentrale Reservoir befindet.
Im Laufe der Geschichte musste das Bauwerk mehrfach repariert werden. 1845 wurde ein eingestürzter Teil erneuert. Erst Mitte des 20. Jahrhunderts wurde der Aquädukt durch ein neu verlegtes Polyethylen-Rohrsystem ersetzt, um den Wasserverlust zu verhindern.

## Bestandteile des Aquädukts von Morella
- Die Arcos de Santa Llúcia, aus zwei sich überlappenden Reihe von Spitzbögen zusammengesetzt, haben eine Länge von 120 Metern und eine Höhe von 14,50 Metern.
- Die Arcos de la Pedrera in gleicher Bauweise sind 140 Meter lang und 13 Meter hoch.

Der gesamte Aquäduktkomplex steht unter Denkmalschutz und wurde 1998 in die Liste Bien de Interés Cultural eingetragen.